# Парад повій

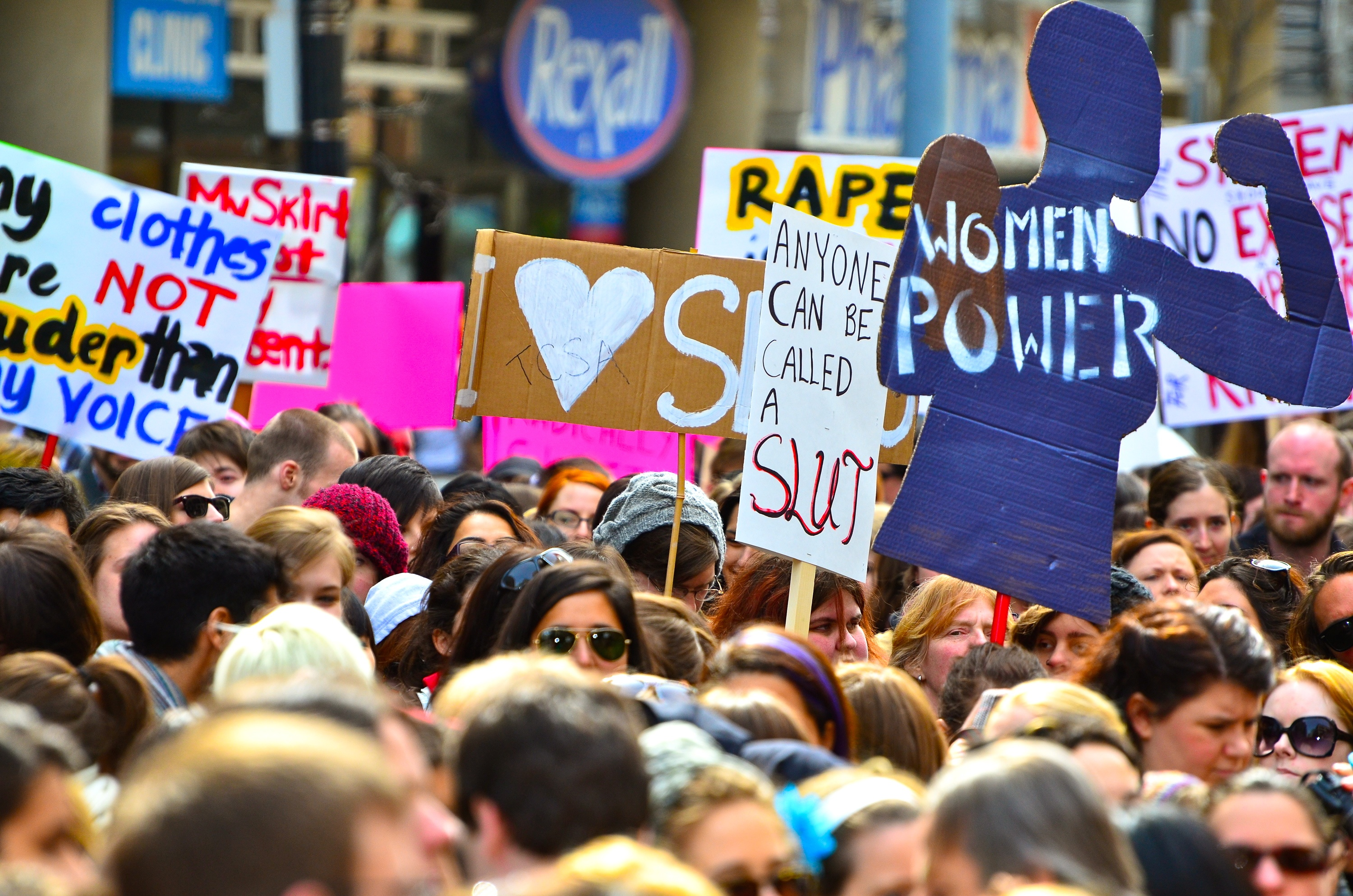
Перший «парад повій» у Торонто, Онтаріо, 3 квітня 2011 року

Парад повій (англ. SlutWalk) — це марш-протест та однойменний рух проти культури зґвалтування, звинувачення жертв сексуального насильства і слатшеймінга. Перший протест відбувся 3 квітня 2011 року у Торонто, після того, як один з поліцейських міста запропонував жінкам «не одягатися як повії», щоб над ними не вчиняли сексуальне насильство. В подальшому подібні протести відбулися у різних країхах світу.
Протест має форму маршу, в якому беруть участь в основному молоді жінки, деякі одягнені в «розпусний» одяг, такий як мініспідниці, панчохи і короткі топи. У рамках протестів проводяться різноманітні зустрічі, майстер-класи, відкриті мікрофони, співи, танці, виступи з бойових мистецтв або фуршети чи вечірки із закусками. В рамках руху деякі жінки вперше публічно говорять, що пережили зґвалтування.
Методологія та ідеологія руху піддавались критиці. Критики вважають, що рух слугує прикладом того, як жінки визначають свою сексуальність в поняттях чоловічої культури, а протест перетворюється в порнографію.

## Історія

### Офіцер поліції Майкл Сангвінетті
24 січня 2011 року поліцейський констебль Майкл Сангвінетті та інший офіцер 31 відділу поліції Торонто виступали на форумі з безпеки університету Йорку в юридичній школі Осгуд-Хол, де відповідали на питання щодо запобігання злочинності, що стосувалось зґвалтування в університетському містечку. Під час розмови Сангвінетті перервав старшого офіцера і сказав: «Мені сказали, що я не повинен цього говорити — проте жінкам варто не одягатись як повії, щоб не стати жертвами».
Після того, як стаття, в якій висвітлювалась цей виступ, отримала міжнародну увагу, Сангвінетті вибачився.
Співзасновниці майбутнього маршу Соня Барнетт та Хізер Джарвіс вирішили переосмислити слово «повія» (англ. slut) в значенні «людина, що має контроль над власною сексуальністю». Зауважуючи, що слово «повія» історично сприймалось і сприймається негативно, вони поставили за мету це змінити.

### Суддя Роберт Дьюар

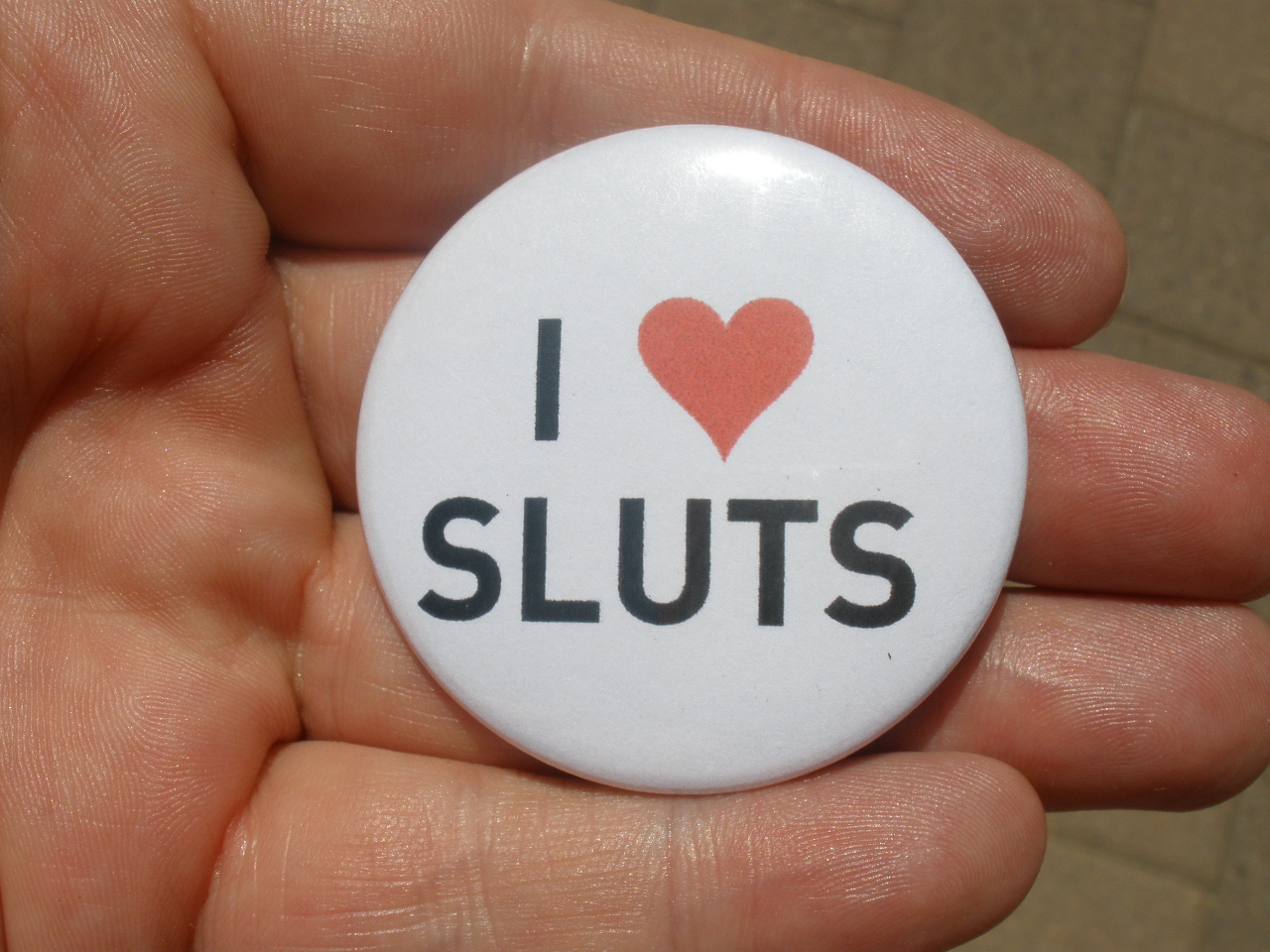
Денвер, липень 2011 року

18 лютого 2011 року суддя Роберт Дьюар присудив два роки домашнього арешту Кеннету Родсу, працівнику міської ради канадського міста Томпсон у справі про сексуальний напад.  Як стало відомо в ході слідства, жертва та її подруга були одягнуті у короткі обтягуючі топи та високі підбори і чоловік біля бару «публічно оголосив, що вони хочуть повеселитись», жертва охоче пішла з Родсом, і поцілувала його. Але після того, як вона тричі відштовхнула його, він зґвалтував її біля узбіччя, коли вони залишилися наодинці. Родос зізнався, що під час нападу сказав жінці, що «болітиме лише трохи». На суді підозрюваний не визнав своєї провини, заявивши, що вважає, що жінка погодилася на секс. Прокурори вимагали трирічного ув'язнення, але Дьюар дав Родосу умовний термін і наказав написати листа з вибаченнями своїй жертві. Дьюар назвав підсудного «незграбним Дон Жуаном», який помилково подумав, що «секс витав у повітрі» і що його «підвищені очікування» справдяться.
Політики всіх мастей приєдналися до студентських та феміністичних груп, а також тих, хто працює з жертвами сексуального насильства, засуджуючи рішення судді та його коментарі.
25 лютого майже 100 людей зібралися з вимогою відставки судді. «Ці заяви Дьюара підсилюють міф про негласну згоду та міф про те, що жертва сексуального насильства в кінцевому підсумку несе відповідальність за те, що вона жертва», — сказала Аланна Макінсон з Канадської федерації студентів під час протесту. Хоча ця справа не була частиною руху SlutWalk, початок протестів в Торонто 3 квітня сприяв поширенню інформації про справу в Канаді. 16 жовтня відбувся SlutWalk в місті Вінніпег, щоб повторити протест проти судді.
9 листопада суддя Дьюар офіційно вибачився. За даними судової ради, Дьюар зустрівся з експертом з питань статевої рівності і «продовжує подальший професійний розвиток у цій сфері в рамках свого зобов'язання стати кращим суддею».
Пізніше Апеляційний суд Манітоби скасував вирок для Родса і призначив новий судовий розгляд. Апеляційний суд постановив, що Дьюар не оцінив належним чином дій обвинуваченого та жертви до винесення вироку. У 2013 році Родс був засуджений до трьох років позбавлення волі.

## Перший марш і подальший ріст
Перший SlutWalk був організований у Торонто 3 квітня 2011 року. Незважаючи на те, що організаторки очікували, що до них приєднається близько 200 осіб, на точку зустрічі прийшло понад 3 тисячі протестувальниць і протестувальників.

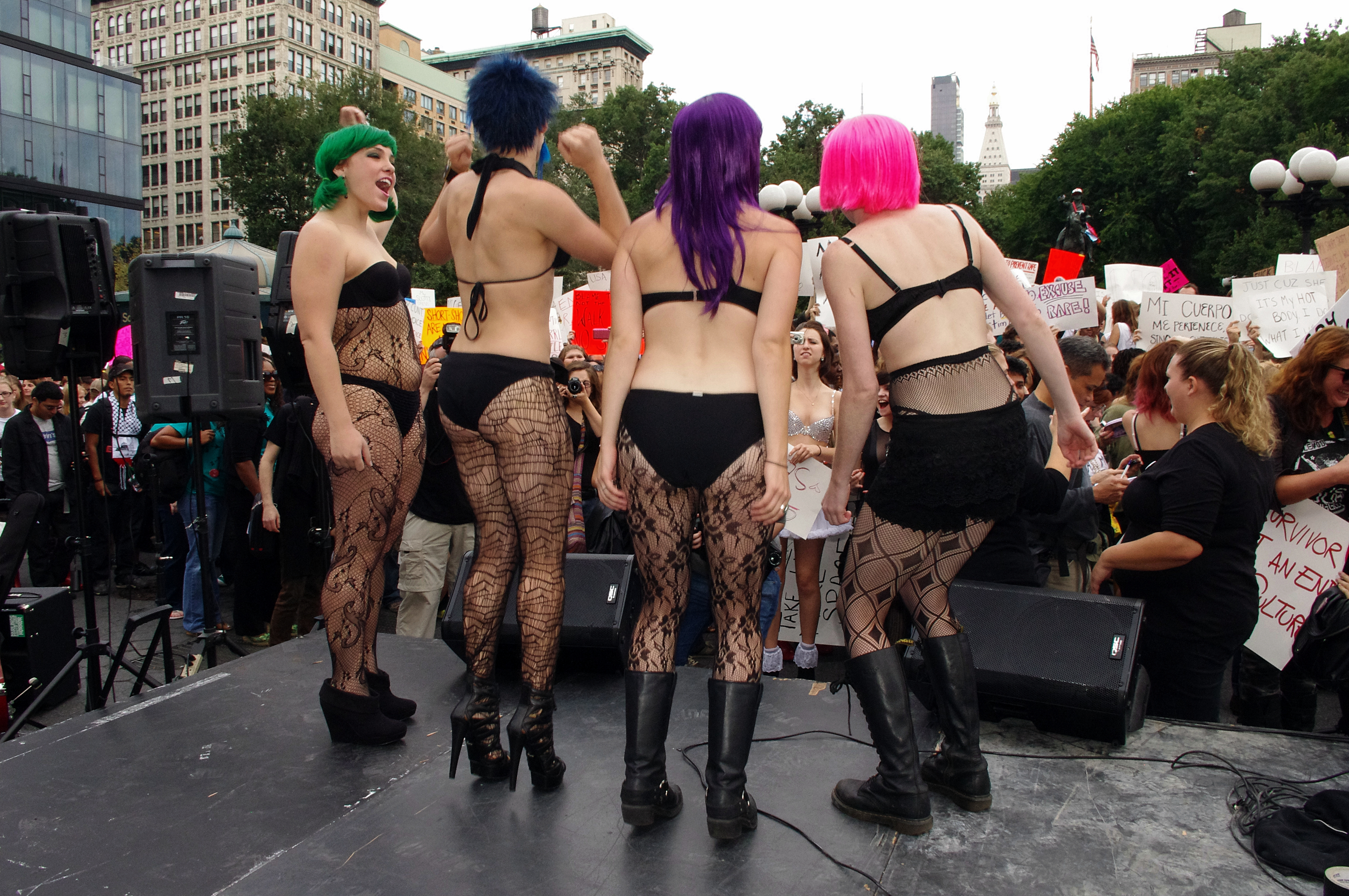
Нью-Йоркські представники руху Slutwalk. Юніон-сквер, жовтень 2011 року

Джессіка Валенті сказала: «Лише за кілька місяців SlutWalks стали найуспішнішою феміністичною акцією за останні 20 років. У феміністичному русі, який часто бореться просто за те, щоб триматись на плаву, SlutWalks виділяється як нагадування про ширше минуле фемінізму і показує, як може виглядати майбутнє».
Його порівнюють із рухом 1970-х років Take Back the Night (також відомий як Reclaim the Night), який пропагував марші з метою підвищення обізнаності та протесту проти насильства над жінками; хоча між представниками двох рухів було помічено певну напругу. Як і у випадку SlutWalk, він боровся за право жінок перебувати вночі на вулиці і щоб при цьому це не вважалось запрошенням до зґвалтування.
У меншій мірі ці акції порівнювали з такими активістськими групами, як українською жіночою групою FEMEN та рухом Boobquake, атеїстичною та феміністичною відповіддю худжату аль-ісламу Казему Седдікі, який звинувачував жінок, що нескромно одягаються у спричиненні землетрусів. Обидва поєднують наготу та протест.
Пізніше рух поширився на такі країни як США, Австралія, Ісландія, Швейцарія, Велика Британія, Південна Корея, Індія, Сінгапур, Ізраїль.

### Вживання слова «повія»
Вживання слова «повія» викликає занепокоєнення у тих, хто стурбований «порнофікацією» і тиском на молодих дівчат виглядати як ляльки Барбі. Мелінда Танкард Рейст, відома своєю позицією проти сексуалізації дітей у сучасній поп-культурі, сказала: «Я вважаю, що це слово маргіналізує жінок та дівчат, які хочуть брати активну участь у кампаніях із запобігання насильству, але яким некомфортно бути названими цим словом». Феміністки Гейл Дайнс та Венді Дж. Мерфі висловили припущення, що слово повія невіддільне від комплексу мадонни-повії. За їхніми словами: «Жінкам потрібно знайти способи створити власну справжню сексуальність поза термінами, визначеними чоловіками, такими як повія».